# Conde de Westmorland
Conde de Westmorland es un título nobiliario que ha sido creado dos veces en Inglaterra.
El título fue primero creado en 1397 para Ralph Neville. Fue perdido en 1571 por Charles Neville, VI conde de Westmorland, por liderar el Levantamiento del Norte. Fue recuperado en 1624 a favor de  Francis Fane, cuya madre, Mary Neville, era descendiente del hijo menor del primer Conde. El primer Conde de la primera creación ya se había convertido en Barón Neville de Raby, título subsidiario  para sus sucesores. El Conde actual tiene el título subsidiario de Barón de Burghersh (1624).

## Creación de 1397

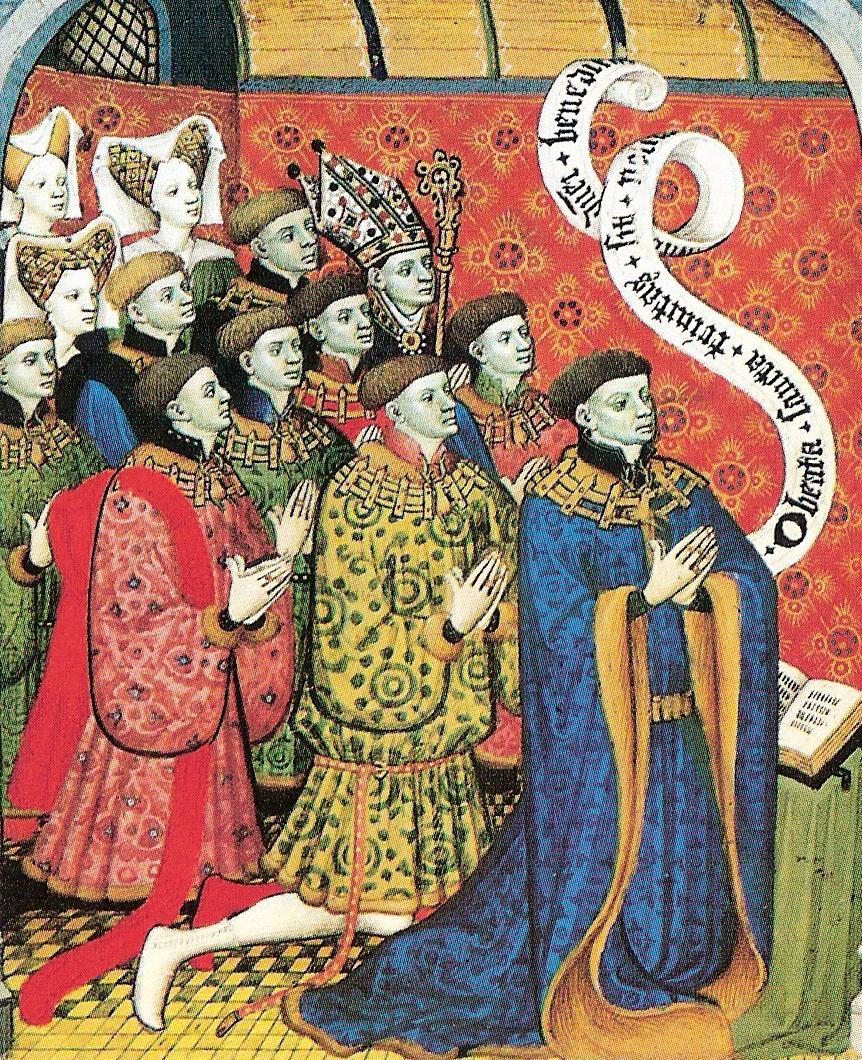
Ralph Neville, I Conde de Westmorland, y sus doce hijos.

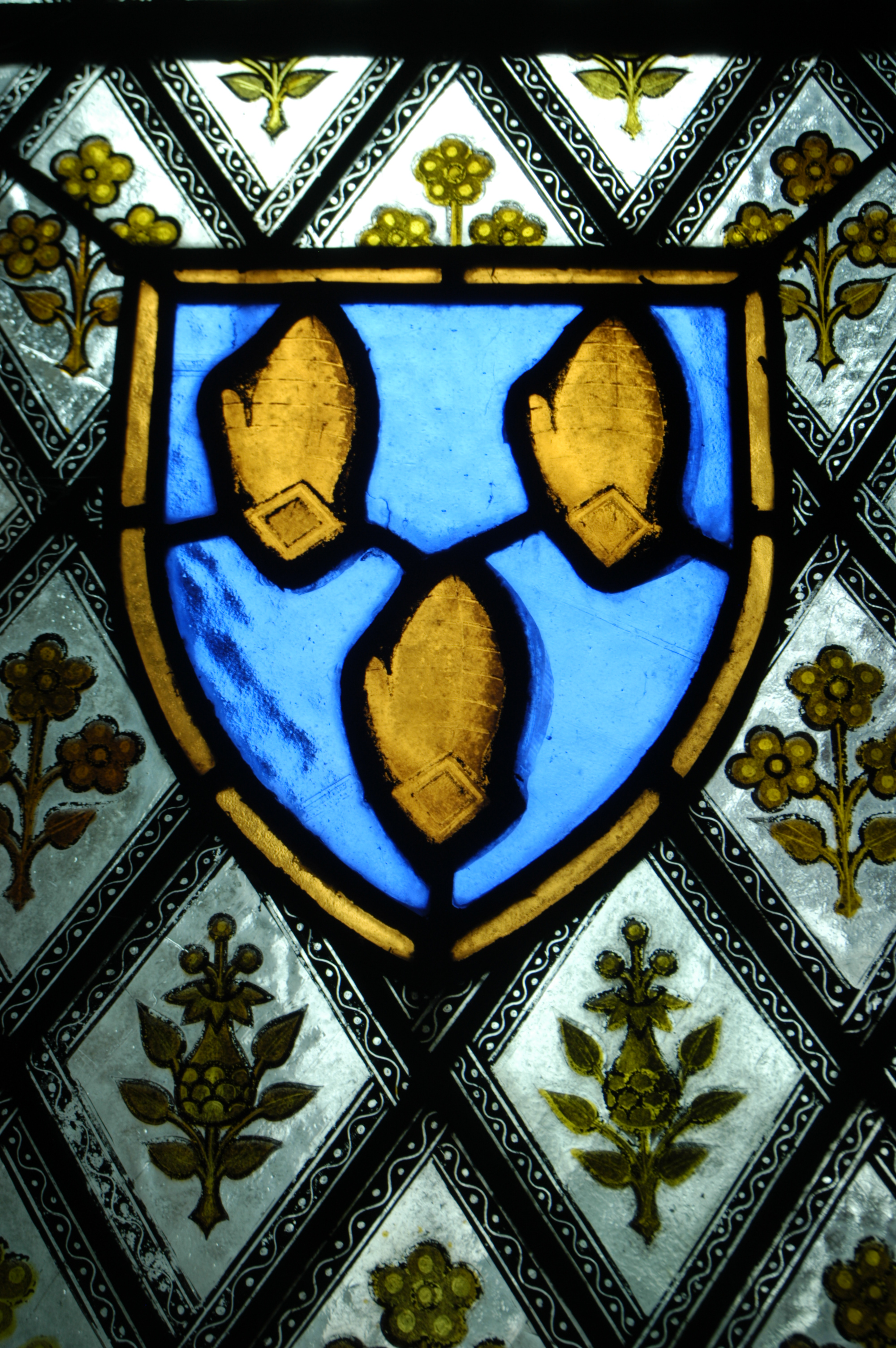
_{Fane Escudo en Fulbeck.}

Ralph Neville, IV Barón Neville de Raby, y I conde de Westmorland (1364–1425), hijo mayor de John, III Barón Neville, y su mujer Maud Percy, fue nombrado  caballero por Thomas de Woodstock, después duque de Gloucester, durante la expedición francesa de 1380, y sucedió en la Baronia a su padre en 1388. Había sido comisario conjunto de la marca del oeste en 1386, y fue reelegido para un mandato nuevo en 1390. En 1391 asumió los deberes de condestable del duque de Gloucester, y estuvo repetidamente comprometido en negociaciones con los escoceses. Su apoyo al partido de la corte contra los señores apelantes fue premiado en 1397 por el Condado de Westmorland.
Westmorland se casó con su segunda mujer Joan Beaufort, media-hermana de Enrique de Lancaster, después Enrique IV de Inglaterra, a quien se unió en su desembarco en Yorkshire en 1399. Ya tenía los castillos de Brancepeth, Raby, Middleham y Sheriff Hutton cuando recibió de Enrique IV el honor y señorío de Richmond de por vida. Los únicos rivales de la Casa de Neville en el norte eran la Casa de Percy, cuyo poder se quebró en Shrewsbury en 1403. Ambas marcas habían estado en sus manos, pero la guardia de las marcas del oeste estaba ahora asignada a Westmorland, cuya influencia era también primordial en el este, el cual estaba bajo guardia nominal del joven príncipe John, después duque de Bedford. Westmorland había impedido que Northumberland marchara para reforzar a Hotspur en 1403, y antes de embarcar en una nueva revuelta trató de asegurar a su enemigo, rodeando, pero demasiado tarde, uno de los castillos de Sir Ralph Eure donde el conde se había quedado. En mayo la Casa de Percy se reveló, con el Conde Mariscal, Thomas de Mowbray, y Richard le Scrope, arzobispo de York. Westmorland se reunió con ellos en Shipton Moor, cerca de York, el 29 de mayo de 1405, y sugirió una conversación entre los dirigentes. Por pretender un acuerdo con el arzobispo, el conde le indujo para permitir que sus seguidores se dispersaran. Scrope y Mowbray fueron capturados y entregados a Enrique en Pontefract el 3 de enero. Las improbabilidades de este relato han inducido a algunos escritores a pensar, frente autoridades contemporáneas, que Scrope y Mowbray se hubieron rendido voluntariamente. Si Westmorland les traicionó, al menos no participó en su ejecución.
Thenceforward Westmorland Era busily comprometido en negociar con el Scots y manteniendo la paz en las fronteras. No juegue la parte asignó a él por Shakespeare en Henry V., para durante la ausencia de Henry  quede en cargo del norte, y era un miembro de Bedford  consejo. Consolide la fuerza de su familia por alianzas de matrimonio. Su hija Catherine casó en 1412 John, 2.º Duque de Norfolk, hermano y heredero del Mariscal de Conde, quién había sido ejecutado después de Shipton Páramo; Anne casada Humphrey, 1.º Duque de Buckingham; Eleanor casada, después de la muerte de su primer marido Richard le Despenser, Henry Percy, 2.º Conde de Northumberland; Cecily  Richard casado, 3.º Duque de York, y era la madre de Edward IV y Richard III. Los hijos por su segundo matrimonio eran Richard, 5.º Conde de Salisbury, William, Barón Fauconberg, George, Barón Latimer, Robert, obispo de Salisbury y entonces de Durham, y Edward, Barón Abergavenny. El conde murió el 21 de octubre de 1425, y una tumba de alabastro buena estuvo levantada a su memoria en Staindrop la iglesia cierra por Raby Castillo.
Ralph Neville, 2.º Conde de Westmorland (c. 1404@–1484), el hijo de John, Señor Neville (muerto 1423), sucedió a su abuelo en 1425, y contrajo matrimonio con su primera mujer Elizabeth Percy, baronesa viuda Clifford, la hija de Señor Henry "Hotspur" Percy, por ello formando vínculos más lejanos con el Percies. El 3.º Conde, Ralph Neville (1456@–1499), era su sobrino, y el hijo de John Neville, Señor Neville, quién fue muerto en la Batalla de Towton. Su nieto Ralph Neville, 4.º Conde de Westmorland (1499@–1550), fue un guerrero de frontera enérgico, que permaneció fiel a la causa real cuando los otros señores del norte grandes unieron el Peregrinaje de Grace. Éste fue sucedido por su hijo Henry, 5.º Conde (c. 1525@–1563).
Charles Neville, 6.º Conde (1543@–1601), primogénito del 5.º conde por su primera mujer Anne, hija de Thomas Maneras, 1.º Conde de Rutland, estuvo traído arriba de un católico, y era más allá sujetado al partido católico por su matrimonio con Jane, hija de Henry Howard, Conde de Surrey.  Sea un miembro  del consejo del norte en 1569 cuándo  una Thomas Percy, 7.º Conde de Northumberland, y su tío Christopher Neville, en el católico Aumentando del Del norte, el cual tuvo como su objeto el liberation de Mary Reina de Scots. En el derrumbamiento del enfermo-insurrección organizada Westmorland huyó con su conde de hermano sobre las fronteras, y finalmente al españoles Netherlands, donde  viva en recibo de una pensión de Philip II de España, hasta su muerte el 16 de noviembre de 1601. No deje ningún hijo, y sus honores eran forfeited por su formales attainder en 1571. Raby El castillo quedado en las manos de la corona hasta que 1645.
Durante el reinado de Jaime I, el condado estuvo reclamado por Edward Neville, un descendiente de George Neville, 1.º Barón Latymer. Aunque el demandante fue reconocido como el heredero varón del primer Conde de Westmorland, su reclamación no fue admitida debido a la muerte civil.

## Creación de 1624

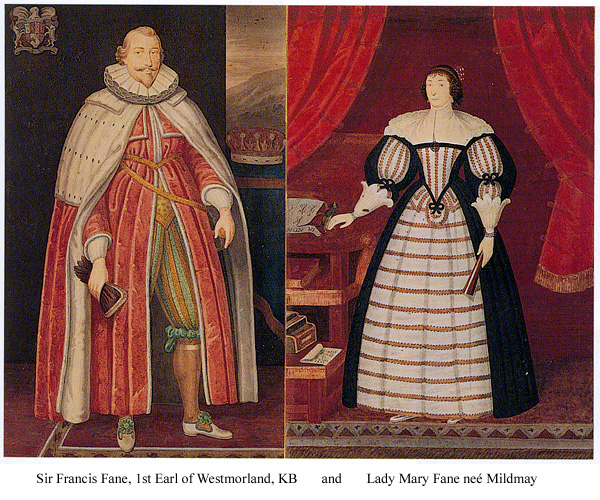
Francis Fane, 1.º Conde de Westmorland, con su mujer Mary Mildmay.

El título estuvo revivido en 1624 a favor de Señor Francis Fane, cuya madre, Mary Neville, era un descendiente de un hijo más joven del primer Conde de la 1397 creación.  Esté creado Barón  Burghersh, en el Condado de Sussex, y Conde de Westmorland en el Peerage de Inglaterra 1624, y devenía Barón le Despencer en la muerte de su madre en 1626. Su hijo Mildmay Fane, 2.º Conde de Westmorland, al principio sided con el partido del rey en la Guerra Civil inglesa, pero era después reconciliado con el parlamento. John Fane, 7.º Conde de Westmorland, servido bajo el Duque de Marlborough, y estuvo hecho en 1739 lugarteniente-general de los Ejércitos británicos.
John Fane, 11.º Conde de Westmorland, hijo único de John Fane, 10.º Conde de Westmorland, introdujo el ejército en 1803, y en 1805 participó en el Hanoverian campaña cuando asesor-de-acampar a Señor General George Don.  Sea ayudante  adjutant-general en Sicilia y Egipto (1806@–1807), servidos en la Guerra Peninsular de 1808 a 1813, era comisario militar británico a los ejércitos aliados bajo el Príncipe de Schwarzenberg, y marched con los aliados a París en 1814. Sea posteriormente general importante promovido (1825), lugarteniente-general (1838) y general (1854), a pesar de que la mitad última de su vida estuvo dada al servicio diplomático.  Sea residente británico  en Florence de 1814 a 1830, y embajador británico en Berlín de 1841 a 1851, cuándo  esté transferido a Viena. En Berlín  haya mediado en el Schleswig-Holstein cuestión, y en Viena  sea uno  del británico plenipotentiaries en el congreso de 1855.  se retire en 1855, y muerto en Apethorpe Sala, Northamptonshire, el 16 de octubre de 1859. Él un músico de reputación considerable y el compositor de varias óperas,  tome un interés entusiasta en la causa de música en Inglaterra, y en 1822 hizo propuestas qué dirigidos a la fundación en el año que viene de la Real Academia de Música. Su mujer Priscilla Anne, hija de William Wellesley-Polo, 3.º Conde de Mornington, era un artista señalado.
Su publicó los trabajos incluyen Memoirs de las Campañas Tempranas del Duque de Wellington en Portugal y España (1820), y Memoir  de las Operaciones de los Ejércitos Aliados debajo Príncipe Schwarzenberg y Mariscal Blucher (1822).
Francis Fane, 12.º Conde de Westmorland, cuarto hijo del precediendo, era también un soldado señalado.  Introduzca el ejército en 1843 y servido a través del Punjab campaña de 1846; estuvo hecho asesor-de-acampar al gobernador-general en 1848, y distinguido él en la Batalla de Gujrat el 21 de febrero de 1849.  Vaya en el Crimea Campaña cuando asesor-de-acampar a Señor Raglan, y estuvo promovido lugarteniente-coronel en 1855. En su regreso a Inglaterra  devenga asesor -de-acampar al duque de Cambridge, y recibió el Crimean Medalla. La muerte de su hermano grande en 1851 le dio el estilo de Señor Burghersh, y después de su accesión al earldom en 1859  se retire del servicio con el rango de coronel.  Muera en agosto de 1891 y estuvo tenido éxito por su hijo, Anthony Fane, 13.º Conde de Westmorland.

## Condes de Westmorland; Primera creación (1397)

Armorial de Neville: En gules, un saltire en plata

- Ralph Neville, I conde de Westmorland (1354–1425)
- Ralph Neville, II conde de Westmorland (1408–1484)
- Ralph Neville, III conde de Westmorland (1456–1499)
- Ralph Neville, IV conde de Westmorland (1497–1549)
- Henry Neville, V conde de Westmorland (1525–1564)
- Charles Neville, VI conde de Westmorland (1542–1601) (perdido en 1571)

## Condes de Westmorland; Segunda creación (1624)

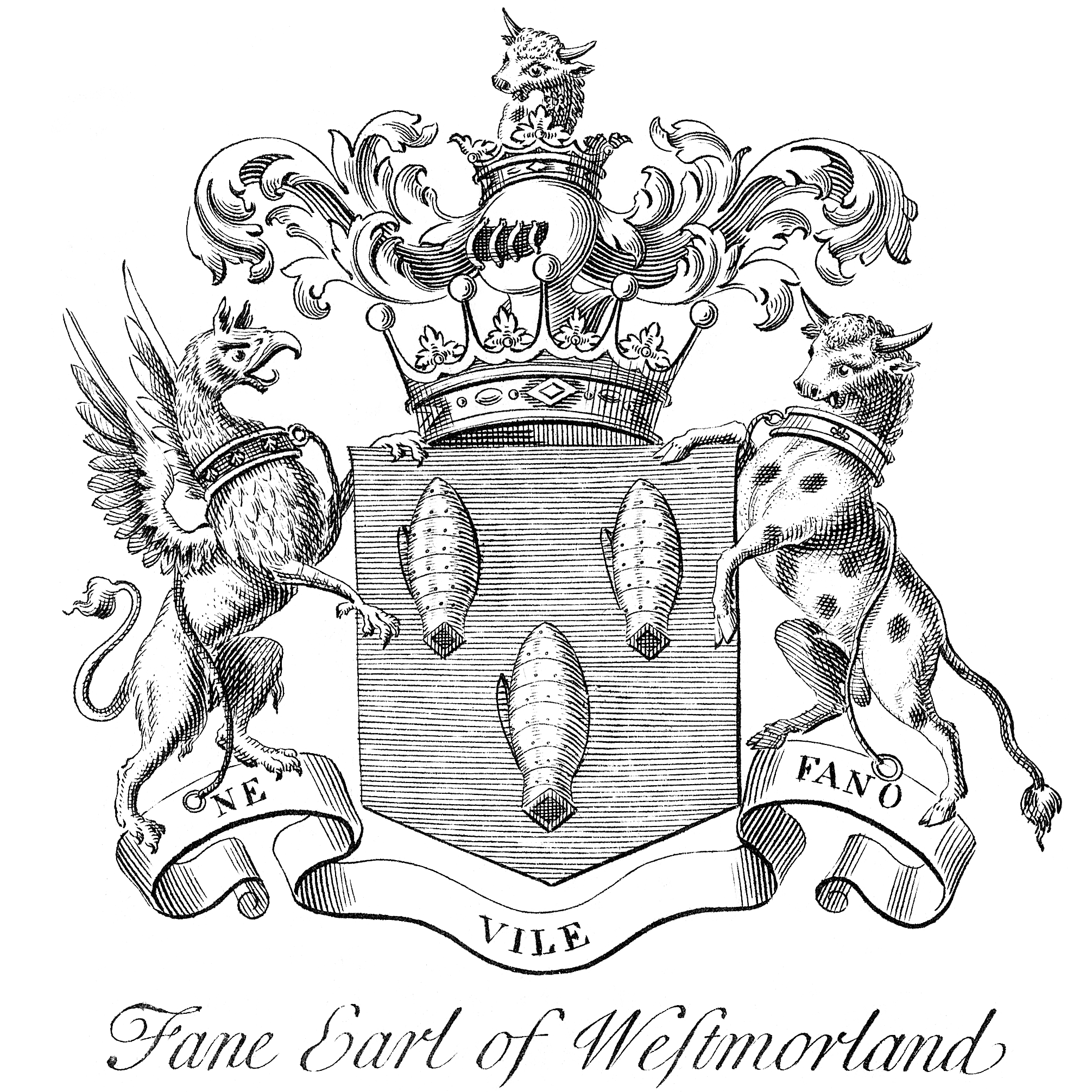
Representación heráldica de la familia Fane, condes de Westmorland. Lema latino: Ne Vile Fano. El lema es un juego de palabras sobre los nombres de Nevile y Fane, con los que se comparte la antigua familia. El antiguo lema de Neville era: Ne Vile Velis.

- Francis Fane, I conde de Westmorland (1580–1629)
- Mildmay Fane, II conde de Westmorland (1602–1666)
- Charles Fane, III conde de Westmorland (1635–1691)
- Vere Fane, IV conde de Westmorland (1645–1693)
- Vere Fane, V conde de Westmorland (1678–1699)
- Thomas Fane, VI conde de Westmorland (1683–1736)
- John Fane, VII conde de Westmorland (1685–1762)
- Thomas Fane, VIII conde de Westmorland (1701–1771)
- John Fane, IX conde de Westmorland (1728–1774)
- John Fane, X conde de Westmorland (1759–1841)
- John Fane, XI conde de Westmorland (1784–1859)
- Francis William Henry Fane, XII conde de Westmorland (1825–1891)
- Anthony Mildmay Julian Fane, XIII conde de Westmorland (1859–1922)
- Vere Anthony Francis Fane, XIV conde de Westmorland (1893–1948)
- David Anthony Thomas Fane, XV conde de Westmorland (1924–1993)
- Anthony David Francis Henry Fane, XVI conde de Westmorland (nacido en 1951)

El presunto heredero es el hermano del titular actual, Harry St. Clair Fane (nacido en 1953). El presunto heredero aparente es el hijo de Harry, Sam Michael David Fane (nacido en 1989)

## Galería

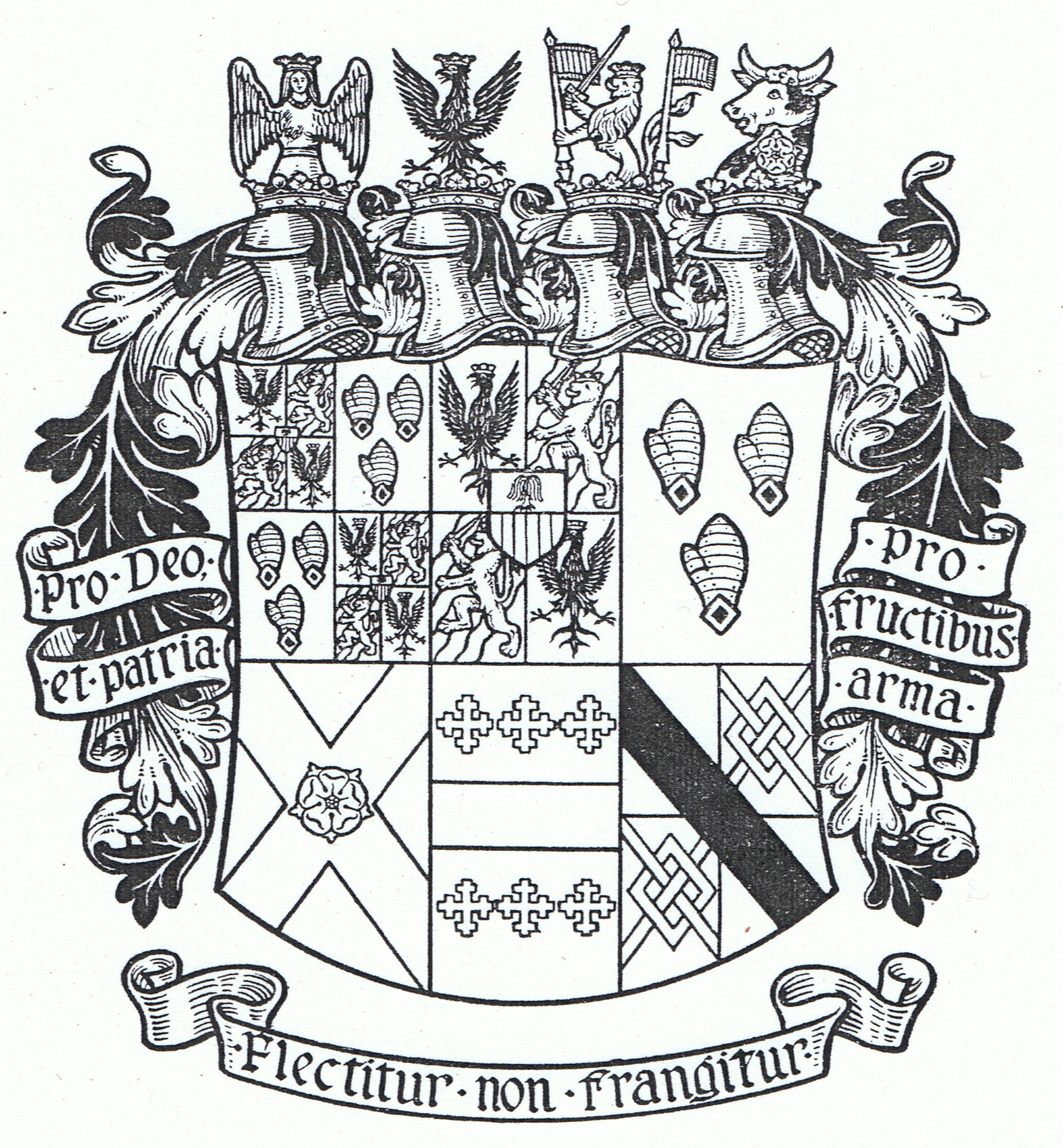
Fane De Salis Abrigo de armas
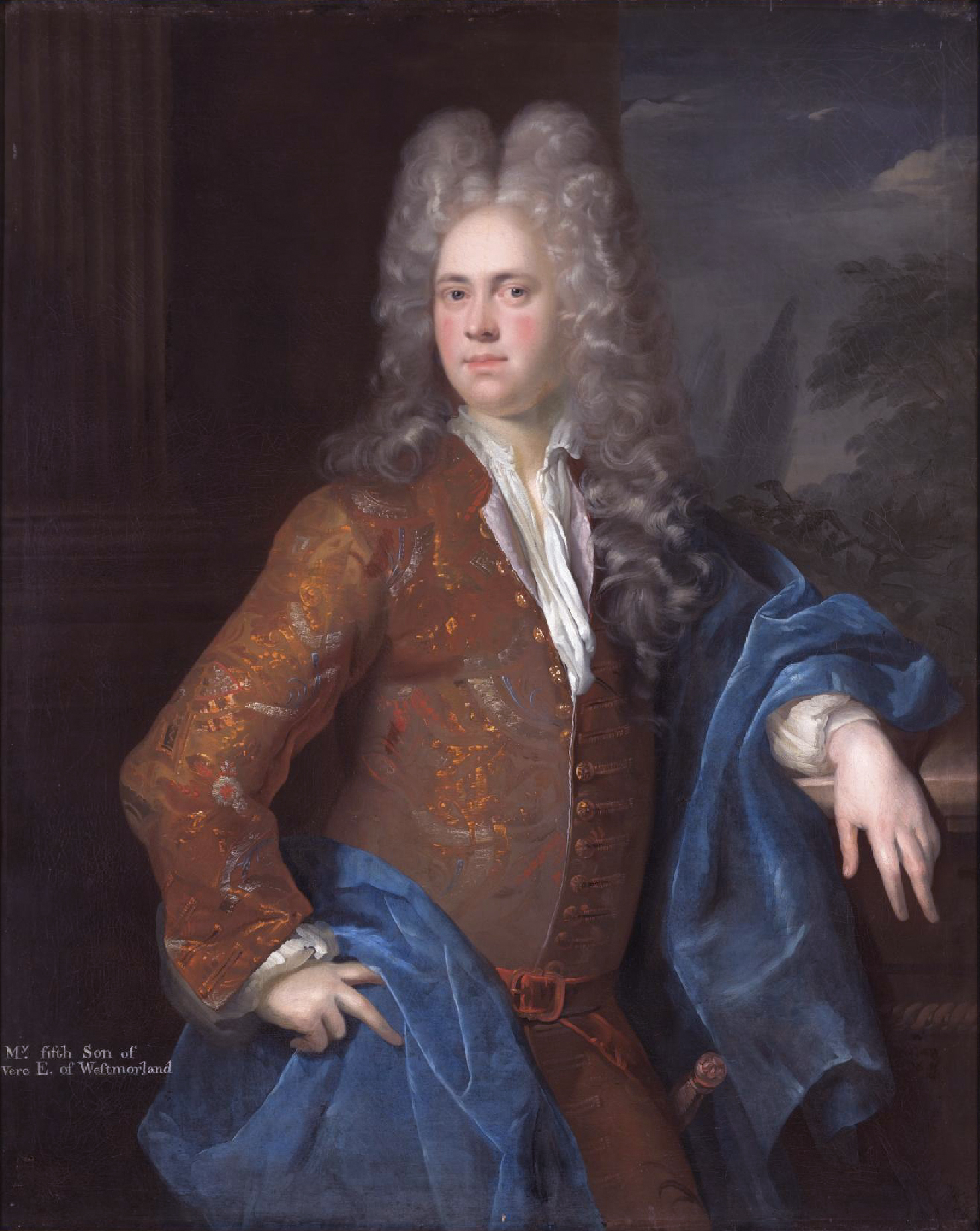
Mildmay Fane (1689-1715) por Alexis-Simon Belle
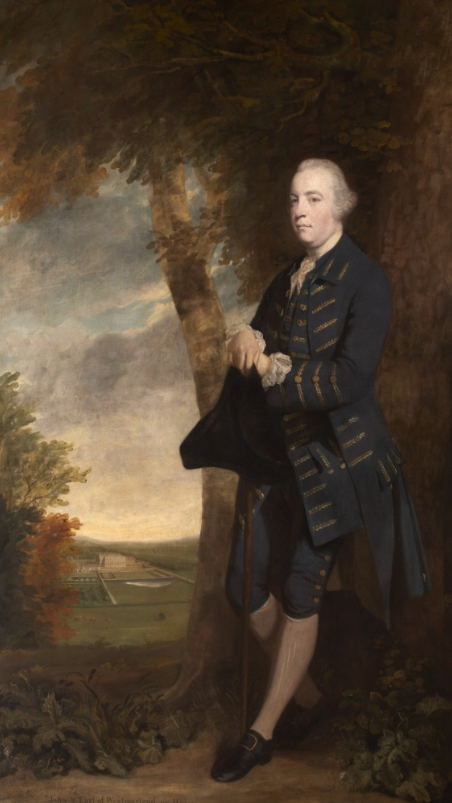
Retrato de Joshua Reynolds de John Fane 9th Earl, 1764.
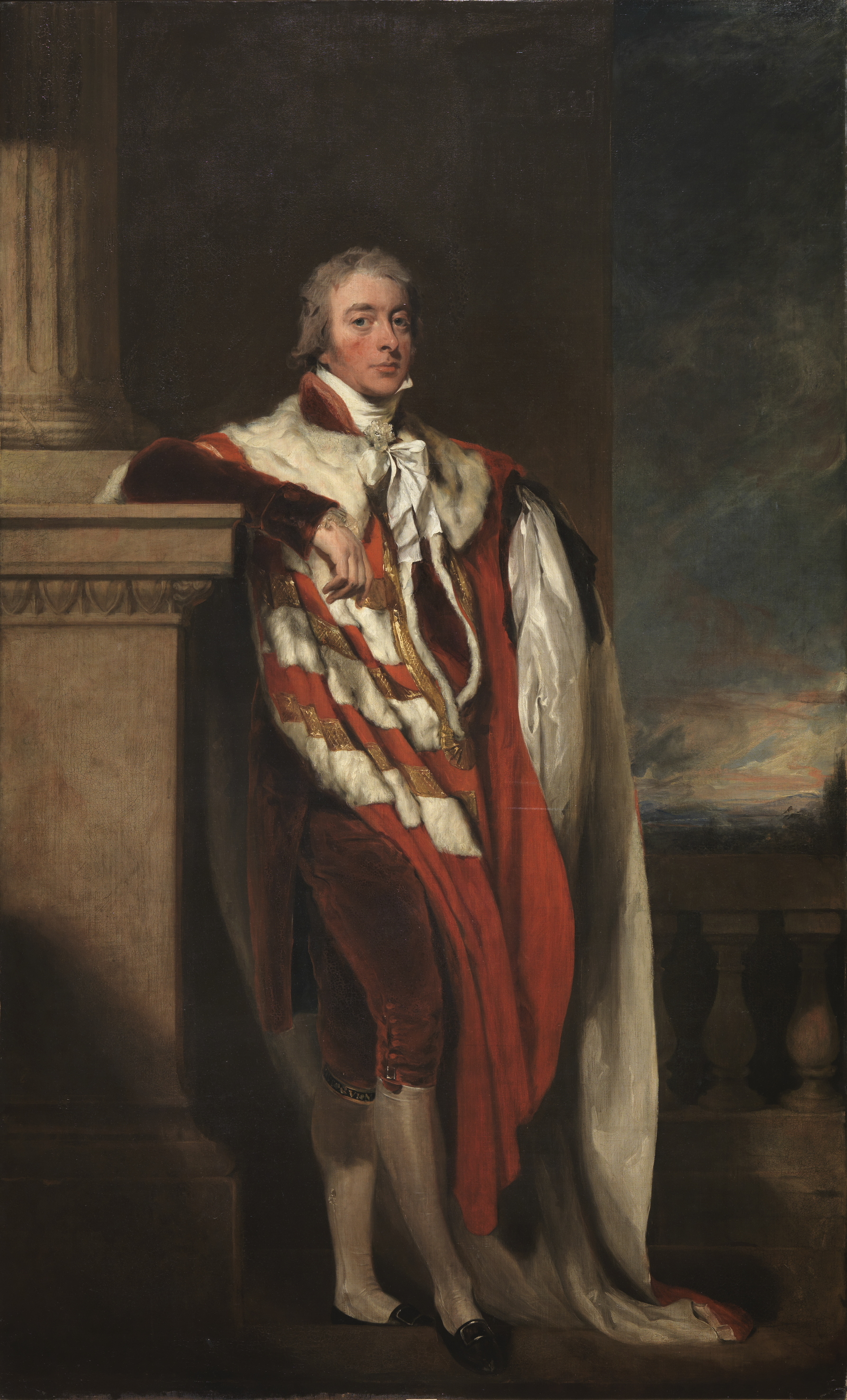
Retrato de Thomas Lawrence de John Fane 10th Earl, 1806.
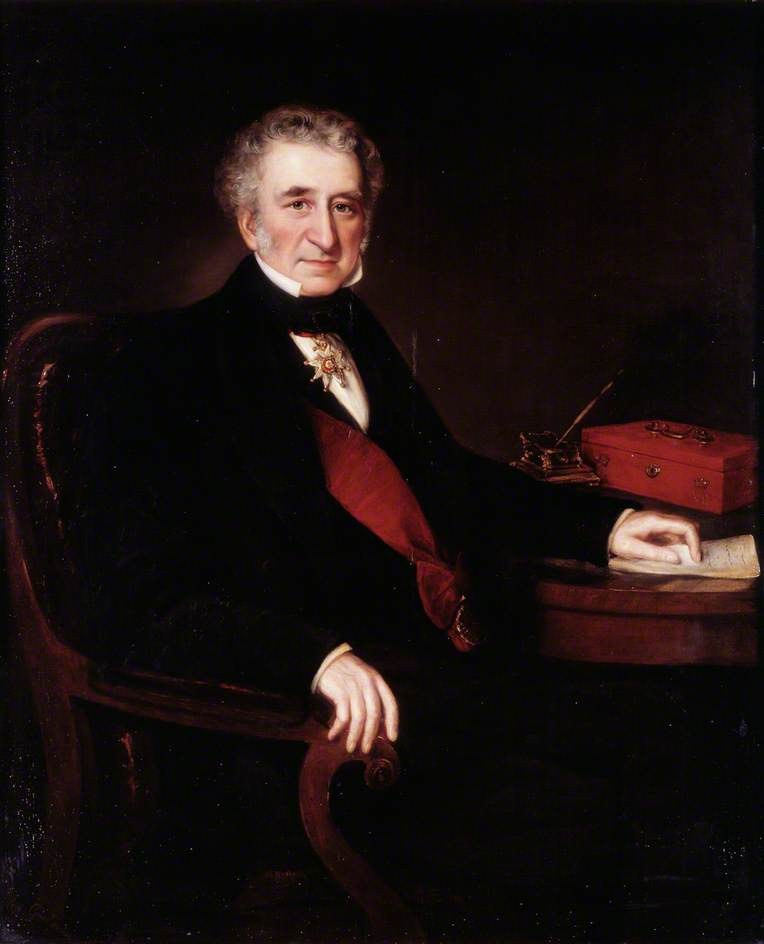
Retrato de Julia Goodman de John Fane, 11º conde, 1855